# 王玉泉
王玉泉（1855年—1914年）字濂溪，辽宁海城人。清朝官员。

## 生平
光绪十一年（1885年），王玉泉中举人。历充奉天谘议局筹备处顾问、奉天谘议局议员、资政院议员等职。宣统三年（1912年）任奉天省宁远州（今兴城县）知州，不久改任义州（今义县）知州。1913年告老还乡。
1914年，王玉泉在家乡病逝。